# Cerimoniale diplomatico della Repubblica Italiana
Il cerimoniale diplomatico della Repubblica italiana è il cerimoniale che ha sede presso il Ministero degli affari esteri, espleta i propri compiti nella sfera concernente lo svolgimento della funzione diplomatica. In particolare, esso cura i rapporti fra le Istituzioni della Repubblica Italiana ed i rappresentanti degli Stati stranieri, che possono essere i diplomatici o le Alte Autorità in visita.

## Caratteristiche
Il rispetto di alcune basilari regole di cerimoniale nelle relazioni interstatali e la loro disciplina si sono resi necessari nei secoli per preservare l'onorabilità e l'incolumità dei legati inviati dai sovrani che spesso mettevano a repentaglio la loro vita per l'espletamento della propria missione. Si sono affermate pertanto le norme concernenti le immunità in capo ai rappresentanti diplomatici, nonché quelle relative al cosiddetto protocollo, elencate in un volume edito dallo stesso Ministero degli Affari Esteri dal titolo "Cerimoniale Diplomatico 2.0 - Tradizione e Innovazione al servizio della politica estera". Il cerimoniale disciplina quindi sia i rapporti sostanziali sia quelli formali. In entrambi i casi, fermi restando il diritto consuetudinario ed il diritto pattizio, assumono rilevanza fondamentale i princípi dell'uniformità di trattamento e della reciprocità: nel primo caso si tratta di dare applicazione a quella che è la pari dignità tra stati superiorem non recognoscentes, dunque stati sovrani di pari livello; nel secondo caso, invece, si tratta di consentire lo svolgimento della missione diplomatica o consolare e provvedere alle determinazioni del caso.
Elemento preponderante nell'attività del cerimoniale è il costante rapporto con le ambasciate accreditate in Italia: ciò implica una collaborazione costruttiva tra il nostro Ministero degli Esteri ed il personale delle sedi a Roma, che significa sapersi relazionare in maniera adeguata ad interlocutori provenienti da ogni parte del mondo; se ciò richiede una conoscenza “accademica” delle varie realtà nazionali, è necessaria altresì la conoscenza delle regole fondamentali che caratterizzano i rapporti interpersonali di un tale livello. Si tratta, in definitiva, di quella che comunemente viene definita etichetta, ovvero un insieme di norme comportamentali – più o meno vincolanti – che hanno lo scopo precipuo di creare un'adeguata cornice all'interazione fra individui. L'adeguamento alle suddette norme può indubbiamente comportare non trascurabili vantaggi per la persona che ne dimostra conoscenza, nonché accrescere il prestigio della missione e l'efficacia del lavoro del diplomatico.

## Organizzazione
Quanto all'organizzazione interna, il cerimoniale diplomatico della Repubblica consta di una segreteria e di tre uffici (il quarto è stato soppresso in occasione della recente riorganizzazione del Ministero degli Affari Esteri, attuata con decreto ministeriale n.11 del 9 dicembre 2010), ciascuno dei quali è poi costituito al proprio interno da ulteriori reparti che trattano questioni specifiche. La divisione delle funzioni è la seguente:

### Segreteria
La segreteria, come tutte le analoghe strutture delle altre direzioni generali e dei servizi del Ministero, è il perno del cerimoniale diplomatico della Repubblica, perché attraverso essa filtrano e vengono direzionate le informazioni e le direttive agli altri uffici del cerimoniale. Tuttavia, in più e diversamente dalle altre segreterie, ha competenze specifiche che la rendono una struttura unica nel panorama ministeriale. Essa, infatti, affianca alla vera e propria attività di segreteria, all'archivio ed al reparto amministrativo anche strutture altamente specializzate, quali l'ospitalità, la logistica ed il consegnatariato di Villa Madama. Gestisce inoltre, dando indicazioni al drappello di rappresentanza della Guardia di Finanza, il parco autovetture utilizzato in occasione di visite ed eventi.
Ha inoltre assorbito le competenze dell'ex ufficio IV del cerimoniale diplomatico, soppresso dalla riforma dell'assetto organizzativo del Ministero a seguito dell'entrata in vigore, il 16 dicembre 2010, del DPR n.95/2010. La segreteria è così divenuta responsabile dell'organizzazione dei grandi vertici internazionali, degli incontri multilaterali e dei restanti eventi assimilabili in Italia.
A tale ingente incremento delle competenze si è fatto fronte nonostante una sensibile riduzione delle risorse umane disponibili; unica eccezione e stata l'assegnazione, nel luglio 2011 di un ulteriore funzionario diplomatico chiamato a coadiuvare il capo segreteria nella sua nuova duplice veste di capo della segreteria e responsabile dell'organizzazione dei grandi eventi.
Tra i compiti della segreteria vi è anche la gestione dei doni che vengono scambiati in occasione delle visite di stato ed ufficiali dal signor Presidente della Repubblica ovvero dalle visite del Ministro. Il capo dell'ufficio III, d'intesa con il capo del cerimoniale ed i suoi più stretti collaboratori, sceglie i doni da assegnare alle varie personalità che si incontrano durante ciascuna visita. Vi sono inoltre i doni che vengono decisi ed acquistati direttamente dalla Presidenza della Repubblica per le personalità istituzionali straniere e successivamente addebitati al capitolo gestito dal cerimoniale diplomatico. La segreteria si occupa di stilare un elenco con i nomi e le relative cariche delle personalità destinatarie dei doni. Nella delicata scelta dei doni, si cura con attenzione il livello dei regali anche in considerazione della reciprocità nonché del rango del destinatario degli stessi. Al fine di tenere aggiornate le giacenze, gli articoli offerti in dono vengono poi integrati con nuovi ordinativi. La giacenza degli articoli viene tenuta costantemente aggiornata. La segreteria tiene anche un elenco, suddiviso per paesi, in cui vengono riportati i doni offerti nel corso degli anni sia dal Capo dello Stato che dal ministro al fine di evitare che lo stesso articolo venga offerto nuovamente. Ai sensi delle disposizioni della Presidenza del Consiglio, viene tenuto anche un registro cartaceo sul quale si riporta la descrizione dei doni ricevuti dal ministro con una stima del valore degli stessi ed, inoltre, un ulteriore elenco che riporta tutto ciò che il ministro offre in regalo ai suoi omologhi e alle personalità che incontra.

### Gestione degli eventi
Le numerose conferenze internazionali che hanno luogo al Ministero sono curate dalla segreteria del cerimoniale guidata dal capo segreteria, che è normalmente un Consigliere di Legazione. Nella maggior parte dei casi il cerimoniale assiste organizzando i servizi conviviali, fornendo i servizi di interpretariato, organizzando l'accoglienza al Ministero, facendosi carico delle richieste di sicurezza e collaborando nella predisposizione del piazzamento.
Nel caso di Conferenze più complesse il ruolo del cerimoniale è invece più ampio ed investe tutti gli aspetti organizzativi e di gestione.
I cd. “grandi eventi” presentano numerose caratteristiche in comune con le conferenze internazionali; tuttavia, è fondamentale sottolineare come le conferenze siano attività sostanzialmente “interne” al Ministero degli Affari Esteri, la cui gestione è senza dubbio resa più agevole dall'utilizzo degli spazi interni del Ministero (pur se spesso di grande rilevanza anche esterna) mentre i grandi eventi sono attività che hanno una rilevanza decisamente maggiore, che investe l'intero paese.
L'organizzazione delle conferenze internazionali richiede il coordinamento con la Segreteria generale, il Gabinetto, l'Ispettorato, la Direzione Generale politicamente competente, la DGAI per gli aspetti tecnici, il servizio stampa e con eventuali strutture esterne. Il cerimoniale costituisce il perno di tale coordinamento. Per gestire le conferenze più importanti è stata sperimentata nel 2011 la creazione ad hoc di una segreteria tecnica guidata dal capo segreteria del cerimoniale e formata da personale fornito della direzione generale competente e, ove possibile, del cerimoniale. La segreteria tecnica centralizza tutto il flusso di informazioni logistico-organizzative e, per il tramite delle competenti strutture del cerimoniale, trasmette al Ministero dell'interno tutte le richieste relative alla sicurezza.
Durante lo svolgimento dell'evento la segreteria tecnica perde il suo ruolo organizzativo e si occupa di tutte le questioni operative: organizzazione di incontri bilaterali, concessione di credenziali per il wi-fi, copie di documentazione, eventuali contatti con compagnie aeree per modifiche di voli, ecc. La casistica è molto ampia. La segreteria tecnica deve essere pronta a gestire ogni possibile richiesta.
Precedentemente all'evento o alla conferenza vengono individuati e formati i liaison officers che assisteranno le delegazioni estere. Durante l'evento i liaison officers seguono le delegazioni, sono il loro riferimento e sono competenti per le questioni ordinarie mentre riportano alla segreteria tecnica ovvero al funzionario responsabile dell'evento le problematiche più complesse per le quali ritengano di dover ricorrere ad indicazioni e consigli.
Il cerimoniale gestisce anche le missioni preparatorie e gli advance teams delle delegazioni straniere.
Nel caso dei grandi eventi, la fase organizzativa copre un arco temporale piuttosto ampio. Il primo aspetto su cui deve essere posta adeguata attenzione è proprio quello della sicurezza: il coordinamento spetta al Ministero dell'interno, con cui il cerimoniale diplomatico collabora strettamente. Per alcune attività, la gestione della sicurezza può essere delegata al Ministero della Difesa (come nel caso della parata militare che ha avuto luogo in occasione delle celebrazioni del 2 giugno).
Presso la Questura, opera un centro gestione eventi in cui partecipano rappresentanti dell'Arma dei Carabinieri, della Guardia di Finanza, della Polizia di Stato, del Corpo Forestale dello Stato, dei Reparti scorte di tutte le forze dell'ordine, dei Vigili del Fuoco, della Polizia Municipale, dei Servizi Autoambulanze, dei vari Enti per i Servizi Pubblici Locali (mezzi pubblici, acqua, nettezza urbana, elettricità, etc.) e del Comando militare. Il Prefetto è inoltre tenuto a convocare il Comitato provinciale di sicurezza.
Il Comitato provinciale di sicurezza esamina tutti gli aspetti dell'evento, valutando le varie richieste ed affrontando i problemi che emergono. In ogni caso, spetta al Prefetto ed al Questore, sentiti i propri interlocutori, prendere le decisioni finali relative alla sicurezza. La Presidenza del Consiglio dei Ministri indice riunioni di coordinamento generale con tutte le Amministrazioni coinvolte, fornendo le istruzioni al Comitato Provinciale di Sicurezza. A tali riunioni partecipano non solo rappresentanti dei vari Ministeri ma anche rappresentanti della Presidenza della Repubblica, del Senato della Repubblica, della Camera dei deputati e della Corte Costituzionale. Naturalmente, spetta alla Presidenza della Repubblica, che promuove l'organizzazione dei grandi eventi, la definizione del programma e delle attività connesse.
In tutti i contatti con la Presidenza della Repubblica e la Presidenza del Consiglio è il cerimoniale diplomatico che rappresenta il Ministero degli Affari Esteri e partecipa attivamente, in quanto costituisce il punto di raccordo con le Autorità straniere invitate: spetta dunque al cerimoniale diplomatico definire proposte e suggerimenti per far sì che si prendano in dovuta considerazione gli aspetti politici, culturali e di protocollo legati ai diversi quadri giuridico-istituzionali stranieri. Un ruolo fondamentale viene assicurato dal Servizio Stampa e Informazione, che si occupa di tutte le questioni relative alla stampa ed ai giornalisti stranieri.

#### Cabina di regia
In occasione di grandi eventi di particolare entità (ad esempio: beatificazione di Giovanni Paolo II, celebrazioni del 2 giugno in occasione del 150º anniversario dell'Unità d'Italia) viene costituita presso la Sala crisi del Ministero dell'Interno una cabina di regia che segue l'evento 24 ore su 24 a partire dall'arrivo degli ospiti a quando questi lasciano il territorio nazionale. Ad essa partecipano funzionari del Ministero dell'Interno, e ufficiali/funzionari delle Forze di Polizia e di sicurezza. Il Ministero degli Affari Esteri vi prende parte di solito con il capo segreteria del cerimoniale diplomatico. La cabina di regia monitorizza l'evento grazie alle informazioni provenienti dalle forze di sicurezza, con quelle trasmesse dai liaison officers del Ministero degli Esteri assegnati alle diverse delegazioni, con l'ascolto delle comunicazioni radio delle strutture interessate e con l'ausilio di telecamere che riprendono l'evento e lo trasmettono sui monitor. La presenza del cerimoniale diplomatico permette di far fronte a qualunque richiesta/emergenza relativa alla partecipazione all'evento delle delegazioni straniere. 
La cabina di regia si è rivelata estremamente utile per racchiudere in un unico ambiente tutti i soggetti coinvolti permettendo di valutare le situazioni, di prendere decisioni e di attuarle in tempo reale.

### Affari generali del corpo diplomatico (ufficio primo)
Questo settore del cerimoniale diplomatico gestisce le Ambasciate estere in Italia ed ha il compito di assistere i Capi Missione accreditati a Roma (presso il Quirinale, presso la Santa Sede e presso la FAO) sulla base della consuetudine internazionale come codificata dalla Convenzione di Vienna sulle relazioni diplomatiche del 1961.
Ciò significa assicurare le procedure relative alla loro nomina e al buon svolgimento della loro missione (compresi privilegi, esenzioni e concessioni unilaterali) fino alla loro partenza.
In primo luogo vengono seguite le pratiche di "gradimento" e di presentazione delle lettere credenziali degli Ambasciatori al Presidente della Repubblica.
Dopo aver ottenuto la concessione del gradimento, primo passo per l'effettivo accreditamento in Italia, l'Ambasciatore designato, giunto in Italia previa debita comunicazione al Ministero degli Esteri, provvede alla presentazione di una copia “d'uso” delle proprie lettere credenziali al Capo del cerimoniale diplomatico della Repubblica, occasione questa che può rivelarsi utile anche per formarsi un'idea personale sul diplomatico straniero che va ad assumere le funzioni di Capo Missione a Roma. Va precisato altresì che nel periodo di tempo intercorrente fra l'arrivo in Italia e la presentazione delle credenziali al Capo dello Stato, l'Ambasciatore designato può svolgere già un'attività relativa agli affari correnti, ivi compresi i primi contatti di lavoro con le Amministrazioni dello Stato, astenendosi però da dichiarazioni alla stampa e da contatti a livello politico.
Successivamente viene organizzata presso il Palazzo del Quirinale la cerimonia di presentazione delle lettere credenziali al Presidente della Repubblica, il quale si intrattiene a colloquio con il nuovo Ambasciatore con la possibilità di passare in rassegna le principali tematiche di interesse bilaterale; alla cerimonia partecipa in veste di coordinatore il Capo del cerimoniale diplomatico in ossequio all'art. 2 della legge 8 luglio 1950 n. 572.
Circa l'ordine delle precedenze, l'art. 16 della Convenzione di Vienna stabilisce che esso dipende appunto dalla data di presentazione delle credenziali, fatte salve le prerogative attribuite nei Paesi cattolici al Nunzio Apostolico, quale decano del Corpo diplomatico (in Italia accordate ai sensi dell'art. 12 del Trattato lateranense dell'11 febbraio 1929, nonché dell'art. 16 della Convenzione di Vienna sulle Relazioni Diplomatiche del 18 aprile 1961 secondo una diffusa consuetudine invalsa a partire dal Congresso di Vienna del 1815).
Da non trascurare è poi il disbrigo delle pratiche legate alla fine missione degli Ambasciatori stranieri e al loro rientro in Patria, come anche di quelle inerenti all'accreditamento degli Ambasciatori italiani all'estero secondo una procedura analoga a quella descritta sopra: in particolare, dopo la relativa nomina dell'Ambasciatore da parte del Consiglio dei Ministri ed ottenuto il gradimento delle Autorità locali, l'ufficio in questione, di concerto con la nostra Ambasciata in loco, provvede all'acquisizione dei titoli del Paese e del Capo dello Stato presso cui è avvenuto l'accreditamento, nonché alla stesura delle lettere credenziali; queste vengono sottoposte prima alla firma del Ministro degli Esteri e poi a quella del Presidente della Repubblica, dopodiché vengono consegnate all'Ambasciatore designato che può così presentarle al Capo dello Stato presso cui è stato accreditato.
Oltre all'accreditamento, viene assicurato da un lato il rispetto delle immunità e delle esenzioni di cui beneficiano i Capi delle Missioni Diplomatiche e le Missioni stesse presso il Quirinale, la Santa Sede e le Organizzazioni Internazionali in Italia, e dall'altro lato la sicurezza delle Missioni e del personale diplomatico: tutto ciò nel rispetto del principio fondamentale “ne impediatur legatio”.
In base all'art. 22 della Convenzione di Vienna del 1961 le Sedi diplomatiche godono dell'inviolabilità dei propri locali, pertanto le autorità dello Stato accreditatario non possono esercitarvi la propria potestà né compiervi atti d'imperio senza la previa autorizzazione da parte del Capo Missione. Della stessa inviolabilità godono gli archivi, ovunque essi si trovino ed anche in caso di fine missione o guerra.
Le Sedi beneficiano altresì dell'esenzione dalle imposte di registro e ipotecarie, dalle imposte sui fabbricati, sui terreni, sulle fognature, sull'occupazione di aree pubbliche, dai contributi di miglioria ed infine dai contributi connessi all'erogazione di forniture quali energia elettrica, gas e nettezza urbana. L'art. 36 della medesima Convenzione aggiunge che le Missioni godono di particolari franchigie doganali per gli oggetti (contingentati e non) destinati all'uso ufficiale o personale degli agenti diplomatici e già l'art. 27 prevedeva l'inviolabilità della corrispondenza diplomatica. Le esenzioni di cui si è detto poc'anzi vengono applicate sulla base del principio di reciprocità con le Ambasciate e sulla base degli accordi di sede con le Organizzazioni Internazionali.
Per quanto attiene invece ai Capi Missione, essi godono dell'inviolabilità personale, nonché dell'immunità dalla giurisdizione civile, penale e amministrativa. Nel primo caso lo Stato accreditatario deve astenersi da qualsiasi misura coercitiva nei confronti di un agente diplomatico, mentre nel secondo caso, pur non trattandosi di una vera assenza di giurisdizione, l'agente gode dell'immunità per gli atti compiuti nell'esercizio delle proprie funzioni (iure imperii) anche successivamente al termine della missione e per gli atti aventi natura privata (iure gestionis) soltanto per la durata della missione.
Infine, ai sensi dell'art. 34 della Convenzione di Vienna, l'agente diplomatico fruisce dell'esenzione da ogni imposta e tassa personale o reale, nazionale, regionale o comunale, ad eccezione delle imposte su beni mobili e immobili adibiti ad uso privato.
Inoltre, nel silenzio della Convenzione, lo Stato italiano accorda alle Rappresentanze straniere e ai loro componenti una speciale esenzione in merito al pagamento dell'IVA (per la quale è necessario compilare appositi moduli che vengono attentamente vagliati dal reparto competente) e si occupa di tutte le questioni relative alle autovetture delle Rappresentanze e dei loro componenti (targhe diplomatiche, autorizzazioni per aree di parcheggio, esenzione dal pagamento del bollo, ecc.)

### Affari Generali del C. C. e delle Organizzazioni Internazionali - Onorificenze (Ufficio Secondo)
Gli affari generali del Corpo Consolare e delle Organizzazioni Internazionali (questioni burocratiche – legate al rilascio di visti d'ingresso, passaporti, carte d'identità diplomatiche ed exequatur – e giuridiche – legate per un verso al rispetto delle immunità dei componenti delle Missioni Diplomatiche e Consolari e per altro verso al contenzioso che può instaurarsi tra queste ultime e privati italiani) sono materie trattate da questo ufficio.
Altro settore di interesse è quello delle onorificenze: sia per quanto riguarda l'iter relativo alla concessione delle onorificenze nazionali a cittadini stranieri o italiani residenti all'estero sia per quanto riguarda l'autorizzazione a cittadini italiani a fregiarsi di onorificenze estere e non nazionali.
In primo luogo vengono espletate in questo settore del cerimoniale le pratiche relative al rilascio del visto d'ingresso, del passaporto e della carta di identità diplomatica per gli Ambasciatori e per tutto il personale accreditato presso le Rappresentanze estere in Italia, presso la Santa Sede e la FAO: ciò viene fatto seguendo particolari procedure stabilite da specifiche circolari ministeriali volte ad instaurare la massima collaborazione fra le Rappresentanze, il Ministero e le altre istituzioni italiane coinvolte.
In secondo luogo vengono trattate le questioni inerenti al Corpo Consolare, il quale comprende sia i consoli di carriera sia i consoli onorari. Premesso che ogni Stato ha la facoltà di non concedere né lo stabilimento di un posto consolare né la concessione dell’exequatur, senza peraltro dover fornire alcuna giustificazione (secondo quanto disposto dagli artt. 4 e 12 della Convenzione di Vienna sulle relazioni consolari del 1963), il cerimoniale diplomatico segue due procedure distinte per l'accreditamento dei funzionari consolari di carriera e di quelli onorari. Nel primo caso, dopo la regolare richiesta di accreditamento, il cerimoniale diplomatico, fatte le dovute verifiche, concede il proprio assenso; nel secondo caso, invece, trattandosi di cittadini italiani, la procedura è più complessa e richiede maggior tempo. Poiché infatti i Consoli onorari godono in particolare – ai sensi degli artt. 41, 43 e 59 della Convenzione di Vienna – dell'inviolabilità personale, dell'immunità dalla giurisdizione e dell'inviolabilità dell'archivio e dei documenti consolari e poiché queste agevolezze verrebbero a configurarsi in capo a cittadini italiani, l'Amministrazione pone particolare attenzione al riguardo. Durante l'istruttoria per la concessione dell’exequatur, il cerimoniale provvede all'acquisizione di alcuni pareri da parte di enti e istituzioni italiane, in base ai quali, in un arco di tempo che si aggira solitamente intorno ai 3/4 mesi, viene portata a termine la pratica. Le Rappresentanze sono tenute altresì a rispettare determinati adempimenti formali e sostanziali che il Ministero degli Esteri ha loro notificato con note verbali circolari: in caso contrario, la richiesta stessa di istituzione, nomina o rinnovo di un Console onorario è da considerarsi nulla.
Compete al suddetto ufficio anche l'osservanza delle immunità che spettano ai componenti delle missioni diplomatico-consolari. Gli agenti diplomatici godono delle già citate immunità di cui si è detto sui Capi Missione.
I membri del personale amministrativo e tecnico e i membri delle loro famiglie godono degli stessi privilegi e delle stesse immunità menzionate per gli agenti diplomatici, ad eccezione dell'immunità giurisdizionale civile e amministrativa che non si applica agli atti compiuti fuori dell'esercizio delle loro funzioni.
I membri del personale di servizio della Missione, che non sono cittadini dello Stato accreditatario né vi hanno la residenza permanente, godono dell'immunità per gli atti compiuti nell'esercizio delle loro funzioni, dell'esenzione dalle imposte e tasse sui salari che ricevono per i loro servizi e dell'esenzione dalle norme di sicurezza sociale.
I domestici privati dei membri della Missione, che non sono cittadini dello Stato accreditatario né vi hanno la residenza permanente, sono esenti dalle imposte e tasse sui salari che ricevono per i loro servizi, ma non beneficiano di altri privilegi o immunità, salvo che sia l'Italia a concederlo loro.
I membri del Corpo Consolare – come già anticipato parlando dei Consoli onorari – godono, oltre che delle esenzioni fiscali, dell'immunità dalla giurisdizione dello Stato accreditatario per gli atti compiuti nell'esercizio delle proprie funzioni, nonché dell'inviolabilità personale e della propria corrispondenza, come anche dell'archivio consolare.
Un altro ambito è quello del contenzioso con le Rappresentanze diplomatiche: in questi casi, infatti, il cerimoniale diplomatico agisce da intermediario fra i privati e le Ambasciate e può al massimo fornire la propria consulenza legale.
I casi principali (attualmente più di 460) riguardano controversie di lavoro, problemi di locazione di immobili, inadempimento di obbligazioni relative a forniture e/o servizi goduti, incidenti stradali occorsi a vetture con targa diplomatica o guidate da dipendenti delle Rappresentanze. In questi e in altri casi l'azione del cerimoniale si esplica in triplice modo: anzitutto, una volta sorta la controversia, questo ufficio provvede ad interporre i propri buoni uffici tra le parti affinché si possa addivenire ad una soluzione extragiudiziale del contenzioso. Secondariamente, si interfaccia con l'Avvocatura Generale dello Stato ogniqualvolta un Tribunale emetta una sentenza sfavorevole ad un'Ambasciata e i creditori procedano al pignoramento presso terzi, al fine di verificare l'opportunità di costituirsi in giudizio a sostegno della Rappresentanza per assicurare il riconoscimento dell'immunità dalla giurisdizione italiana per i fondi pignorati.
In terzo luogo, questo ufficio, in ossequio all'art. 41 della Convenzione di Vienna sulle relazioni diplomatiche del 1961, svolge l'attività di notifica di tutti gli atti giudiziari indirizzati alle Rappresentanze straniere.
Infine vi sono le pratiche relative alle onorificenze nazionali e a quelle non nazionali ed estere: nel primo caso si tratta di proposte per il conferimento di gradi dell'Ordine al Merito della Repubblica Italiana, dell'Ordine della Stella d'Italia e dell'Ordine al Merito del Lavoro, per le quali viene seguito, dopo la presentazione della candidatura da parte di un'Ambasciata italiana ovvero di alcune Alte Istituzioni italiane, un iter predeterminato volto ad acquisire i necessari pareri sulla candidatura in oggetto.
Nel secondo caso, in base all'art. 7 della legge n. 178 del 3 marzo 1951, è necessaria un'autorizzazione del Presidente della Repubblica su proposta del Ministro degli Esteri per potersi fregiare di onorificenze estere e non nazionali sul territorio italiano. Si tratta di una questione molto complessa sia per il continuo proliferare di ordini cavallereschi in cerca di legittimazione in Italia e all'estero sia per i contrasti dinastici che talvolta provocano scissioni nei medesimi ordini. Attualmente il Ministero degli Esteri identifica i seguenti tipi di ordini: nazionali, pontifici, dinastici (famiglia regnante), dinastici non nazionali (famiglia ex sovrana), sovrani (sovranità deriva da antichi possedimenti) e magistrali (elettività del Gran Magistero).
L'art. 8 della suddetta legge sancisce altresì che “è vietato il conferimento di onorificenze, decorazioni e distinzioni cavalleresche, con qualsiasi forma e denominazione, da parte di enti, associazioni o privati. I trasgressori sono puniti con la reclusione da sei mesi a due anni e con la multa da 645,57 € a 1291,14 €. Chiunque fa uso, in qualsiasi forma e modalità, di onorificenze, decorazioni o distinzioni di cui al precedente comma, anche se conferite prima dell'entrata in vigore della presente legge, è punito con la sanzione amministrativa da 129,11 € a 903,80 €.”

### Visite in Italia e all'Estero (Ufficio Terzo)
Altrettanto importante per l'attività del cerimoniale diplomatico è l'organizzazione delle visite all'estero effettuate dalle Alte Autorità Italiane, nonché di quelle effettuate in Italia da parte di Alte Autorità straniere, cioè a dire Capo dello Stato, Presidente del Consiglio e Ministro degli Esteri.
Per organizzazione si intendono sia i lavori preparatori delle visite (predisposizione degli eventi, prenotazioni, ecc.) sia la supervisione per il corretto svolgimento delle visite stesse (cerimonie, incontri, spostamenti, ecc.).
In media ogni anno hanno luogo circa 210 visite in Italia di Capi di Stato, Capi di Governo, Ministri degli Esteri ed altre personalità, nonché 9 visite all'estero del Capo dello Stato.
In merito alle cosiddette “visite in entrata”, i Capi di Stato possono recarsi in Italia in visita di Stato, in visita ufficiale, in visita di cortesia o in visita privata. I Primi Ministri solamente in visita ufficiale, di lavoro o privata.
La prima tipologia è quella più solenne ed estesa, la seconda è più ridotta dal punto di vista delle cerimonie e degli incontri, la terza è spesso collegata a vertici multilaterali e la quarta a visite in Vaticano.
Il protocollo delle visite di Stato prevede anzitutto una breve cerimonia di accoglienza all'aeroporto da parte del Capo del cerimoniale diplomatico e di altri funzionari, i quali poi intrattengono brevemente l'ospite nella saletta di rappresentanza per consentire il disbrigo delle formalità aeroportuali; successivamente avviene il trasferimento al Palazzo del Quirinale, dove sono ad attendere il Presidente della Repubblica con la consorte, il Consigliere Militare ed il Capo del cerimoniale di Palazzo. Dopo i saluti, gli onori militari e la rassegna del picchetto d'onore, i due Capi di Stato si recano prima nella Sala del Bronzino per la presentazione delle delegazioni e poi nello Studio alla Vetrata per i colloqui, al termine dei quali vengono spesso rese dichiarazioni alla stampa nella Sala degli Specchi.
Nel pomeriggio della prima giornata avvengono di solito le visite ai Presidenti del Senato e della Camera dei deputati, mentre la sera si svolge il Pranzo di Stato nel Salone delle Feste del Quirinale. In questa occasione, i due Capi di Stato procedono anzitutto allo scambio dei doni e di eventuali decorazioni nel Sala del Brustolon, poi alla presentazione degli invitati nel Salone dei Corazzieri ed infine si recano nel Salone delle Feste, dove, prima dell'inizio del convito, essi pronunciano i propri discorsi.
La seconda giornata si apre con la deposizione da parte dell'ospite di una corona di alloro alla Tomba del Milite Ignoto con una suggestiva cerimonia; successivamente il Capo di Stato straniero viene ricevuto in Campidoglio dal Sindaco della Capitale ed è a colazione con il Capo del Governo a Villa Madama o a Villa Doria Pamphilj. Il pomeriggio è dedicato tradizionalmente a visite o a incontri culturali.
Il congedo dal Presidente della Repubblica al Palazzo del Quirinale, infine, si svolge in maniera analoga alla cerimonia di benvenuto, con la resa degli onori militari all'ospite in partenza. Questi, lasciata Roma, procede spesso per Milano o altre città per incontri con il mondo dell'imprenditoria italiana, ma in questi casi il cerimoniale diplomatico non esercita più la propria competenza.
La visita ufficiale di un Capo di Stato straniero non prevede né il Pranzo di Stato né la cerimonia all'Altare della Patria né gli incontri con il Sindaco di Roma ed i Presidenti di Camera e Senato.
Con la stessa ispirazione si svolgono altresì le visite ufficiali dei Primi Ministri che, in segno di rispetto e cortesia istituzionale, rendono una visita al Presidente della Repubblica prima di recarsi dal Presidente del Consiglio. In entrambi i casi sopra descritti i colloqui con il Presidente della Repubblica non si svolgono nello Studio alla Vetrata, ma nello Studio privato alla Palazzina.
In occasione di vertici multilaterali a Roma o in un'altra città, come anche in occasione di visite dal Santo Padre, il Capo di Stato ospite può recarsi in visita di cortesia dal Presidente della Repubblica per un incontro che, come già anticipato, non prevede né eventi conviviali né scambi di decorazioni.
Possono infine svolgersi visite private da parte di Capi di Stato o Alte Personalità, durante le quali il cerimoniale diplomatico assicura una generale assistenza in coordinamento con la Presidenza del Consiglio.
In merito alle “visite in uscita” del Presidente della Repubblica, del Presidente del Consiglio e del Ministro degli Esteri valgono generalmente le medesime indicazioni finora esposte. Ad organizzare la visita è sempre il cerimoniale diplomatico – soprattutto per il Presidente della Repubblica – che invia antecedentemente i suoi funzionari per “visite preparatorie” necessarie a predisporre la cornice entro cui avverrà la visita di Stato o ufficiale; sul campo si verifica poi una stretta collaborazione con il cerimoniale del Paese ospitante, che oltre ad assicurare la sicurezza dell'ospite, provvede a monitorare il corretto svolgimento della visita.
Il tradizionale programma di una visita di Stato all'estero del Presidente della Repubblica prevede incontri con il Capo dello Stato ospitante, con il Primo Ministro, con uno dei Presidenti delle Camere o con entrambi (qualora il Parlamento sia bicamerale), nonché con il mondo della cultura e dell'economia locale. Particolarmente sentito è altresì l'incontro con la comunità italiana. Le cerimonie militari si svolgono in maniera analoga a quanto avviene in Italia.
Il rispetto di alcune basilari regole di cerimoniale nelle relazioni interstatali e la loro disciplina si sono resi necessari nei secoli per preservare l'onorabilità e l'incolumità dei legati inviati dai sovrani che spesso mettevano a repentaglio la loro vita per l'espletamento della propria missione. Si sono affermate pertanto le norme concernenti le immunità in capo ai rappresentanti diplomatici, nonché quelle relative al cosiddetto protocollo. Il cerimoniale disciplina quindi sia i rapporti sostanziali sia quelli formali. In entrambi i casi, fermi restando il diritto consuetudinario ed il diritto pattizio, assumono rilevanza fondamentale i princípi dell'uniformità di trattamento e della reciprocità: nel primo caso si tratta di dare applicazione a quella che è la pari dignità tra Stati superiorem non recognoscentes, dunque Stati sovrani di pari livello; nel secondo caso, invece, si tratta di consentire lo svolgimento della missione diplomatica o consolare e provvedere alle determinazioni del caso.
Elemento preponderante nell'attività del cerimoniale è il costante rapporto con le Ambasciate accreditate in Italia: ciò implica una collaborazione costruttiva tra il nostro Ministero degli Esteri ed il personale delle Sedi a Roma, che significa sapersi relazionare in maniera adeguata ad interlocutori provenienti da ogni parte del mondo; se ciò richiede una conoscenza “accademica” delle varie realtà nazionali, è necessaria altresì la conoscenza delle regole fondamentali che caratterizzano i rapporti interpersonali di un tale livello. Si tratta, in definitiva, di quella che comunemente viene definita etichetta, ovvero un insieme di norme comportamentali – più o meno vincolanti – che hanno lo scopo precipuo di creare un'adeguata cornice all'interazione fra individui. L'adeguamento alle suddette norme può indubbiamente comportare non trascurabili vantaggi per la persona che ne dimostra conoscenza, nonché accrescere il prestigio della missione e l'efficacia del lavoro del diplomatico.